# فتحي علي رشيد
فتحي علي رشيد هو كاتب ومُدرس من مواليد قرية صفّوريّة في فلسطين عام 1943.

## سيرة ذاتيّة
فتحي علي رشيد، كاتب وباحث في الشؤون العربيّة السّياسية وهو عضو اتحاد الكتاب العرب في سوريا، وعضو اتحاد الكتاب والصحفيين الفلسطينيين. حاصل على شهادة بكالوريوس في العلوم الطبيعية في سوريا ودبلوم في التربية، درّس الأحياء في الحسّكة، ودير الزور، والشام. وهو كاتب صحفي لعشرات المقالات والأبحاث نُشرت في عدة مجلات وصحف ومواقع عربية مثل موقع الحوار المتمدن. حاصل على جائزة الثقافة السورية عام 1976 لمعالجة سينمائية بعنوان شمس الجولان.

## مؤلفاته
من مؤلفاته:
- رواية وثائقية عن حرب تشرين بعنوان «التجاوز» نشرت عام 1999.[3]
- كتاب عن العدوان على العراق بعنوان «حدث ويحث في العراق والمنطقة» نُشر عام 2003.[4]
- كتاب عن جريمة اغتيال رفيق الحريري بعنوان «من يجرؤ على قول الحقيقة» نُشر عام 2005.[5][6]
- كتاب عن العدوان على غزة بعنوان «غزة في عين العاصفة» نُشر عام 2006، توقع به العدوان على غزة.[7]

بالإضافة لبعض الدراسات في الصحف والمجلات العربية.